# A Small Light
A Small Light is een Amerikaanse biografische dramaserie, die in de Verenigde Staten in première ging op 1 mei 2023 op National Geographic Channel. In Nederland en België verscheen de miniserie op 2 mei 2023 op National Geographic Channel en op de streamingdienst Disney+.

## Verhaal
De serie vertelt het verhaal van de Nederlandse verzetsstrijdster Miep Gies, die door haar werkgever Otto Frank wordt gevraagd om tijdens de Tweede Wereldoorlog voor zijn gezin te zorgen.

## Rolverdeling
| Acteur            | Personage              |
| ----------------- | ---------------------- |
| Bel Powley        | Miep Gies              |
| Liev Schreiber    | Otto Frank             |
| Joe Cole          | Jan Gies               |
| Billie Boulet     | Anne Frank             |
| Amira Casar       | Edith Frank            |
| Ashley Brooke     | Margot Frank           |
| Andy Nyman        | Hermann van Pels       |
| Caroline Catz     | Auguste van Pels       |
| Rudi Goodman      | Peter van Pels         |
| Noah Taylor       | Fritz Pfeffer          |
| Nicholas Burns    | Victor Kugler          |
| Ian McElhinney    | Johannes Kleiman       |
| Sally Messham     | Bep Voskuijl           |
| Liza Sadovy       | Mw. Stoppelman         |
| Sebastian Armesto | Max Stoppelman         |
| Laurie Kynaston   | Casmir "Cas"           |
| Preston Nyman     | Kuno van der Horst     |
| Bill Milner       | Tonny Ahlers           |
| Daniel Donskoy    | Karl Josef Silberbauer |
| Sean Hart         | Willem Arondéus        |
| Eleanor Tomlinson | Tess                   |
| Hanna van Vliet   | Frieda                 |
| Michelle Parker   | Bet van Beeren         |
| Cosima Shaw       | Genofeva               |
| Jim High          | Bram Becker            |
| Tom Stourton      | Daniel van Dijk        |
| Brian Caspe       | Lourens                |

## Afleveringen
| Afl. | Titel                    | Regie         | Scenario                  | Amerikaanse verschijningsdatum |
| 1    | "Pilot"                  | Susanna Fogel | Joan Rater & Tony Phelan  | 1 mei 2023                     |
| 2    | "Welcome to Switzerland" | Susanna Fogel | Joan Rater & Tony Phelan  | 1 mei 2023                     |
| 3    | "Motherland"             | Susanna Fogel | William Harper            | 8 mei 2023                     |
| 4    | "The Butterfly"          | Leslie Hope   | Ben Esler                 | 8 mei 2023                     |
| 5    | "Scheißfeld"             | Leslie Hope   | William Harper            | 15 mei 2023                    |
| 6    | "Boiling Point"          | Tony Phelan   | Alyssa Margarite Jacobson | 15 mei 2023                    |
| 7    | "What Can Be Saved"      | Tony Phelan   | William Harper            | 22 mei 2023                    |
| 8    | "Legacy"                 | Tony Phelan   | Joan Rater & Tony Phelan  | 22 mei 2023                    |

## Productie
De opnames vonden plaats in de zomer van 2022 in Hradec Králové en Praag, maar deels ook op originele locaties in Amsterdam. De titel van de miniserie verwijst naar een citaat van Miep Gies: "Ik word niet graag een held genoemd omdat niemand zou moeten denken dat je speciaal moet zijn om anderen te helpen. Zelfs een gewone secretaresse, huisvrouw of tiener kan een klein lampje (A Small Light) aansteken in een donkere kamer.